# سانتا كروس (كانتون)
سانتا كروس (بالإسبانية: Santa Cruz)‏ و هو الكانتون الثالث من محافظة غواناكاسته في كوستاريكا. و يغطي الكانتون مساحة 1,312.27 كم مربع،
كما يقارب عدد سكانه 43,333 نسمة.
و تدعى مدينته الرئيسية بـسانتا كروس.
تعرض الكانتون لزلزال بقوة 7.6 في 2012، مدمرا العديد من المنازل.
تم تأسيس هذا الكانتون في 7 كانون الأول 1848.

## المقاطعات
يتألف الكانتون من تسع مقاطعات وهي :
1. سانتا كروس
2. بوليون
3. فيينتيهسييتي دي افريل
4. تيمباتيه
5. كارتاخينا
6. كواخينيكيل
7. ديريا
8. كافوفيلاس
9. تاماريندو

## أعلام
- جيراردو سولانو
- ليستير مورغان